# Lelle SK
Il Lelle SK (ufficialmente Lelle Spordiklubi) era una società calcistica estone di Lelle, borgo del comune rurale di Kehtna, in Estonia.

## Storia
Fondata nel 1990 come FC Lelle, disputò l'Esiliiga nelle stagioni 1994-1995, anno in cui vinse il proprio girone, e 1995-1996. Al termine di questa, acquisì la licenza del JK Tervis Pärnu, ottenendo il diritto a partecipare alla Meistriliiga e cambiò nome in Lelle SK (mentre il nome FC Lelle fu preso da un'altra squadra di Esiliiga).
Al termine della stagione 1996-'97 il Tulevik Viljandi acquisì il titolo sportivo del Lelle SK e ne prese il posto in Meistriliiga. Allo stesso tempo il FC Lelle acquisì il titolo sportivo del Vall Tallinn, ne prese il posto in Meistriliiga e cambiò a sua volta il nome in Lelle SK, dando continuità alla squadra concittadina. Ha partecipato alla Meistriliiga fino al 1999, raggiungendo quattro presenze consecutive, prima di cedere nuovamente il proprio titolo sportivo (al FC Valga).
Ricompare nel 2001, sempre come Lelle SK, nel campionato di III Liiga. Dopo un'ultima stagione in Esiliiga nel 2005, conclusa all'ottavo posto e con la sconfitta allo spareggio play-out, cessa le proprie attività e lascia il calcio locale al FC Lelle, nel frattempo rifondato e ripartito dalle categorie inferiori, tuttora in attività.

## Cronistoria

### Partecipazione ai campionati
| Livello | Categoria    | Partecipazioni | Debutto   | Ultima stagione | Totale |
| ------- | ------------ | -------------- | --------- | --------------- | ------ |
| 1º      | Meistriliiga | 4              | 1996-1997 | 1999            | 4      |
| 2º      | Esiliiga     | 3              | 1994-1995 | 2005            | 3      |
| 3º      | II Liiga     | 2              | 1993-1994 | 2004            | 2      |
| 4º      | III Liiga    | 2              | 2001      | 2003            | 2      |
| 3º      | IV Liiga     | 1              | 2002      | 2002            | 1      |

## Palmarès

### Competizioni nazionali
- II Liiga: 1

1993-1994

### Altri piazzamenti
- II Liiga:

Promozione: 2004